# 莊智超
莊智超（1978年—）是一名建築師、企業家，曾受夢想資助計劃資助創辦知名 IOH開放個人經驗平台創辦人。
畢業於新北市立新店高級中學、淡江大學建築系，及後取得麻省理工學院碩士學位，並且留在麻省理工媒體實驗室任職研究助理，從事新型態都市智慧交通系統的車輛共享系統研究，為德國、西班牙、瑞典等國的大都市，提出規劃報告。